# Kristina Michaud
Kristina Michaud, née 1er février 1993 à Amqui, est une conseillère politique et femme politique canadienne. Elle est députée à la Chambre des communes de la circonscription d'Avignon—La Mitis—Matane—Matapédia depuis 2019 sous la bannière du Bloc québécois.

## Biographie
Née 1er février 1993 à Amqui, Kristina Michaud étudie au Cégep de Rimouski et à l'Université Laval où elle entreprend une maîtrise en relations internationales. Elle agit à titre de conseillère politique du député et chef intérimaire du Parti québécois, Pascal Bérubé, de novembre 2018 à août 2019.

### Carrière politique
Lors des élections fédérales canadiennes du 21 octobre 2019, Kristina Michaud est élue députée de la circonscription d'Avignon—La Mitis—Matane—Matapédia à la Chambre des communes du Canada sous la bannière du Bloc québécois, après avoir obtenu l'investiture en juillet 2019.
Elle est nommée en novembre 2019 porte-parole de son parti pour les changements climatiques et pour la jeunesse et le sport, puis ajoute à ces responsabilités celle de porte-parole pour la sécurité publique et la protection civile. Le 20 février 2020, elle est élue vice-présidente du Comité permanent de la sécurité publique et nationale de la Chambre des communes.
Le 27 janvier 2025, Michaud annonce qu'elle ne se représentera pas aux prochaines élections fédérales dans la nouvelle circonscription de Gaspésie—Les Îles-de-la-Madeleine—Listuguj, parce qu'elle est enceinte de sept mois.